# 반야바라밀다심경언해
《반야바라밀다심경언해(般若波羅密多心經諺解)》는 조선 세조(재위 1455~1468) 때 한계희 등이 엮은 불경 언해서이다. 줄여서 책명을 《심경언해(心經諺解)》라고도 한다.

## 참고 문헌
- 이 문서에는 다음커뮤니케이션(현 카카오)에서 GFDL 또는 CC-SA 라이선스로 배포한 글로벌 세계대백과사전의 내용을 기초로 작성된 글이 포함되어 있습니다.